# Barbora Mokošová
Barbora Mokošová (Bratislava, 10 de marzo de 1997) es una deportista eslovaca que compite en gimnasia artística. Ganó una medalla de bronce en el Campeonato Europeo de Gimnasia Artística de 2020, en la prueba de barras asimétricas.

## Palmarés internacional
| Campeonato Europeo | Campeonato Europeo | Campeonato Europeo | Campeonato Europeo |
| Año                | Lugar              | Medalla            | Prueba             |
| ------------------ | ------------------ | ------------------ | ------------------ |
| 2020               | Mersin (Turquía)   | Medalla de bronce  | Barras asimétricas |